# Yoko Shimada
Yoko Shimada (japonês: 島田 陽子, Hepburn: Shimada Yōko, 17 de maio de 1953 – 25 de julho de 2022) foi uma atriz japonesa, mais conhecida pelo público ocidental por sua interpretação de Mariko na minissérie de 1980 Shōgun.

## MinissérieShogun
Shimada foi a única mulher entre o grande elenco japonês de Shōgun que falava inglês, para o qual ela contou com um treinador de diálogo, já que não era fluente no idioma na época. Seu inglês melhorou muito durante a produção, no entanto, permitindo-lhe trabalhar em alguns filmes em língua inglesa durante os anos 1980 e 1990. Em 1981, ela ganhou o Globo de Ouro de Melhor Atriz em Série de Televisão - Drama, e foi indicada a um Prêmio Emmy do Primetime de Melhor Atriz Principal em Minissérie ou Filme por seu trabalho em Shōgun. Embora Shōgun, com suas nove horas de duração, tenha sido um sucesso crítico nos Estados Unidos, fracassou no Japão quando foi lançado como uma versão teatral severamente truncada.

## Vida pessoal
Em 1988, Shimada teve um caso com o cantor Yuya Uchida, que era casado na época. Ela teria recorrido ao alcoolismo e apareceu em um livro de fotos nuas em 1992 na tentativa de pagar suas dívidas pessoais. Embora o livro tenha sido um best-seller, ele prejudicou sua reputação como atriz. Em 2011, aos 58 anos, ela estrelou um vídeo adulto.
Shimada morreu em um hospital em Tóquio em 25 de julho de 2022, devido a complicações de câncer colorretal.